# ヌーリー・モスク (モースル)

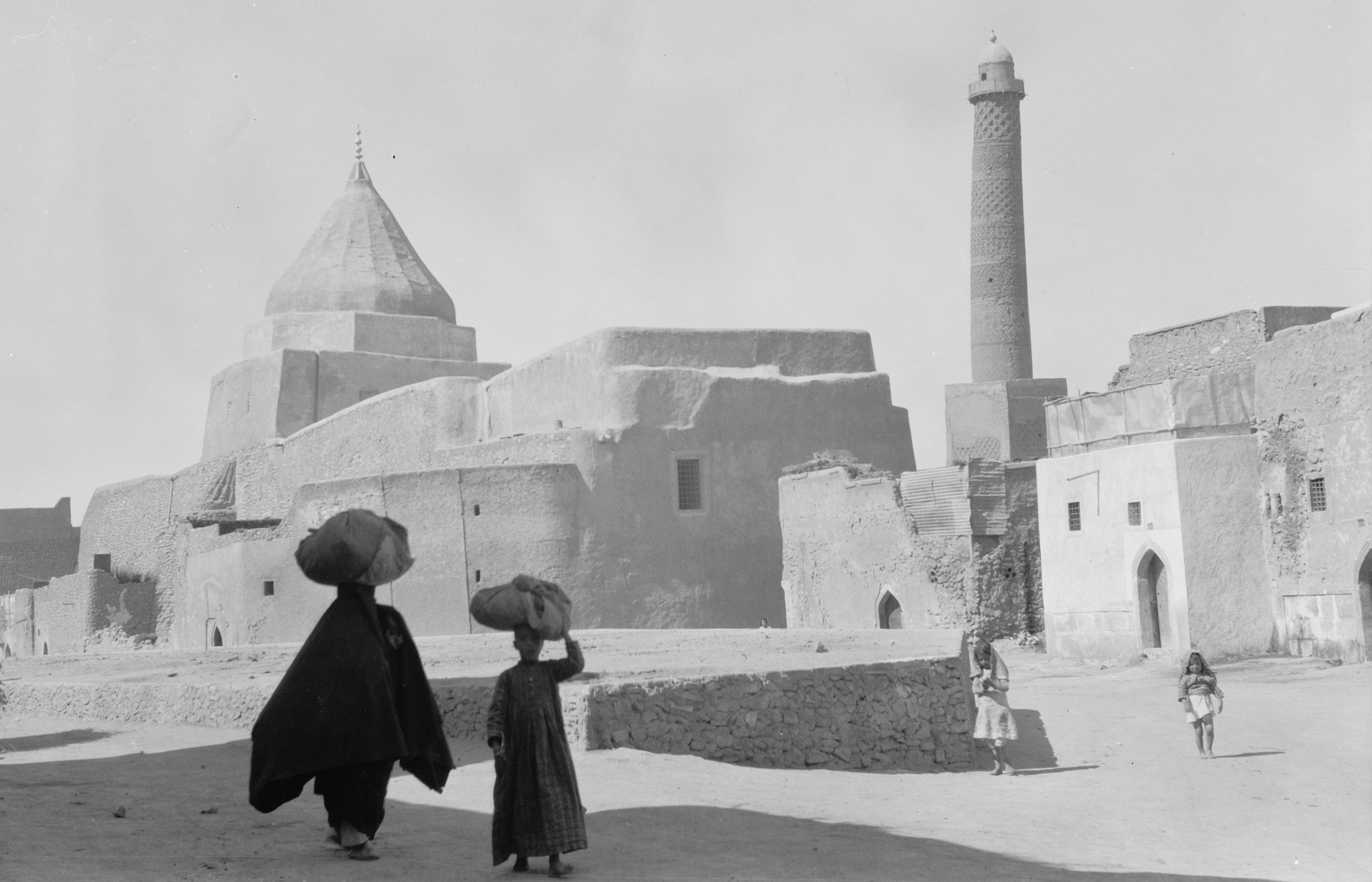
ヌーリー・モスク、1932年撮影

ヌーリー・モスク（アラビア語: جامع النوري, ラテン文字転写: Jāmiʿ al-Nūrī; 英語: Nuri Mosque）は、イラクのモスルにある金曜礼拝モスク。モスクはモスル旧市街に位置し、十字軍と戦った英雄ヌールッディーンの創建（1172年）になるため「ヌーリー」の名がある。また、「背中が曲がったやつ」を意味する「ハドバー」という愛称で知られる、傾いたミナレットを持つことで有名であったが、2017年にイスラーム国を自称するサラフィー・ジハード主義者の手により爆破された。

## 建設

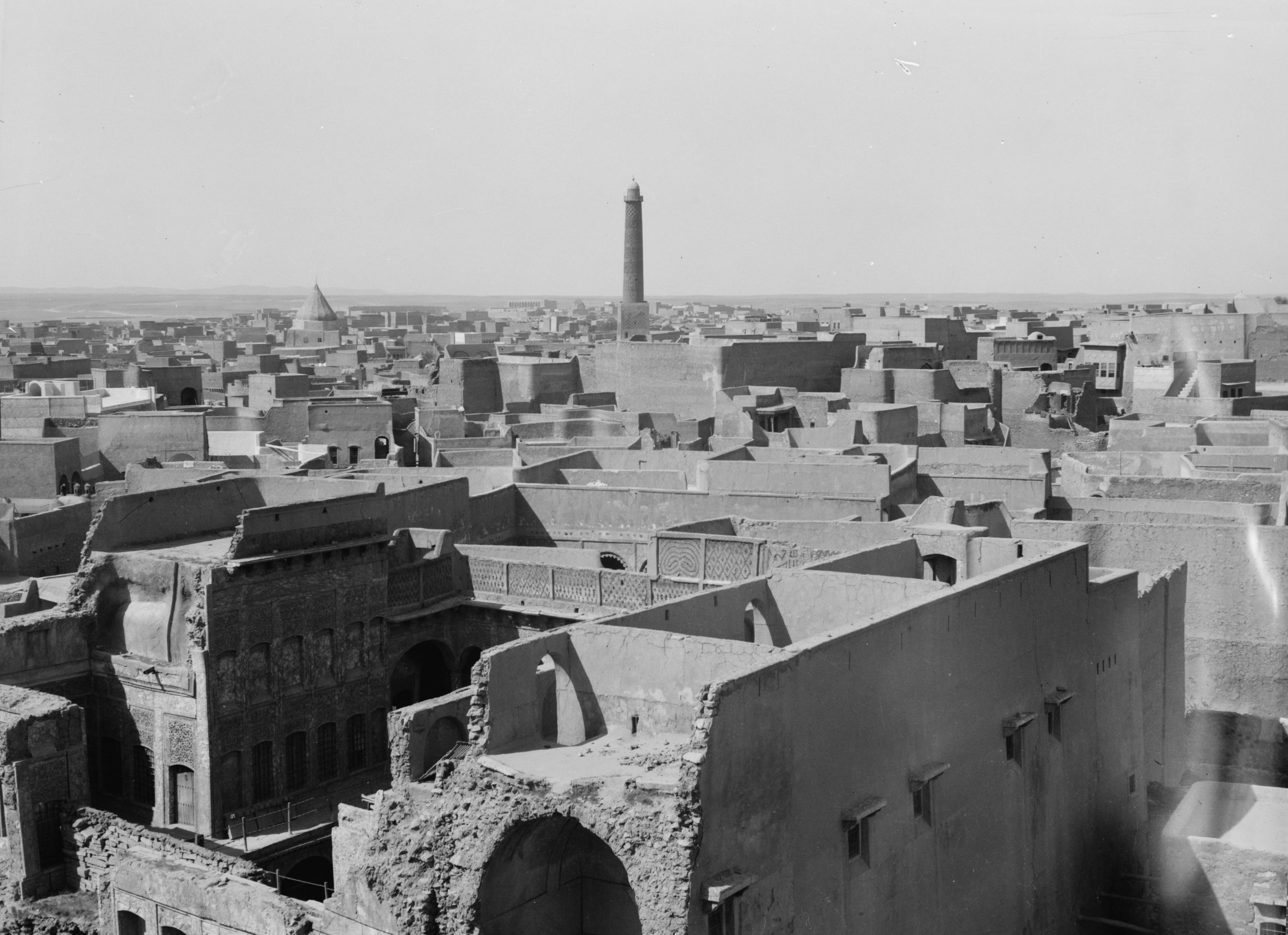
モスル旧市街のランドマークであったヌーリー・モスクのミナレット、1932年撮影。

モスルにはヌーリー・モスクが建つ以前にも、8世紀にマルワーン2世がティグリス川の堤防上に建てた金曜礼拝モスクがあった。その後、モスルの町は一度荒廃したが、12世紀にトゥルク系アタベグのイマードッディーン・ザンギーにより再建された。モスルは9世紀からセルジューク朝末期にかけて工芸や科学、商業が盛んになり、アタベグ政権期に黄金時代を迎えた:48-50。
ヌーリー・モスクは後述のように、イマードッディーン・ザンギーの息子のひとり、ヌールッディーン・マフムードにより創建された:48-50。ヌールッディーンは1170年にモスクの建設を命じ、1172年に礼拝空間、マドラサ、ミナレットを含む宗教複合が完成した:48-50。このミナレットが「ハドバー」と呼ばれる建造物である:48-50。
モスク創建直後の1184年6月4日から4日間、旅行家のイブン・ジュバイルがモスルを訪れ、城市の一番高いところがハドバーである旨、記載している。その後、13世紀にサラーフッディーン・アイユービーが十字軍に対するジハードの開始を、このヌーリー・モスクで行った。14世紀にはイブン・バットゥータがヌーリー・モスクを訪れた。

## ヌールッディーンによる創建のいきさつ
ヌーリー・モスクは、イスラーム世界を十字軍から防衛した、非常に人気のある英雄ヌールッディーンによる創建と伝えられるが、彼の本拠地はダマスクスであり、モスルを直接統治していない。イブヌル・アシールの年代記『完史』や、イブン・ハッリカーンの『傑出した人物たちへの悼辞』といった歴史的資料が、モスルにヌールッディーンがモスクを建てさせたいきさつについて語っている。
イマードゥッディーン・ザンギーには少なくとも4人息子がおり、ザンギーが突然暗殺された1146年以後、ザンギーの支配領域は息子たちに分割統治された。長男サイフッディーン・ガーズィーはモスルを、次男ヌールッディーン・マフムードはダマスカスを、四男クトブッディーン・マウドゥードはホムスを、それぞれ領した。
1149年に長男サイフッディーンが病没すると、四男クトブッディーンはいち早くモスルに駆けつけて、モスルのアタベグの地位に就いてしまった:266,557。これに対して次男ヌールッディーンはモスル西方の街シンジャールを手中に収め、弟を攻めようとした:266,557。しかし、古参兵が兄弟間のいくさはフランクに対峙するムスリムの力を弱めることになるとヌールッディーンを諌め、彼は弟と和睦した:266,557。その後、1170年の夏ごろにクトブッディーンが危篤になったことを知ったヌールッディーンは手勢を率いてモスルに近いところまで来たが、街には入らずクトゥブッディーンが亡くなるのを待った。弟が亡くなったことを知ると、クトゥブッディーンの長男サイフッディーン・ガーズィーがモスルを領することを認め、甥に当地の一切を任せることを確約した。
モスルの市場にヌーリー・モスクを建てることが命じられたのは、このときである。イブヌル・アシールの『完史』には、次のような記載がある。
| 「 | ヌールッディーンは単騎でモスルの視察に来た。アブー・ハーディル・モスクの尖塔に昇り、モスクを検分するや、周辺の家や店に対して、いま自分が見ている場所（モスク）に、無償で土地を差し出すように命じた。土地の所有者らのうち、進んでそうしようとするものは誰もいなかった。ヌールッディーンは、この計画をシェイフ・ウマル・マッラーゥという善良な篤信家に任せた。ヌールッディーンが指定した土地の持ち主たちには、それぞれの土地に見合った金額が支払われることにより土地の買い入れが行われ、モスクの建設が始まった。そのため、建設にかかった費用は総額でかなり大きなものになった。建築はヒジュラ暦568年に終わった。 | 」 |

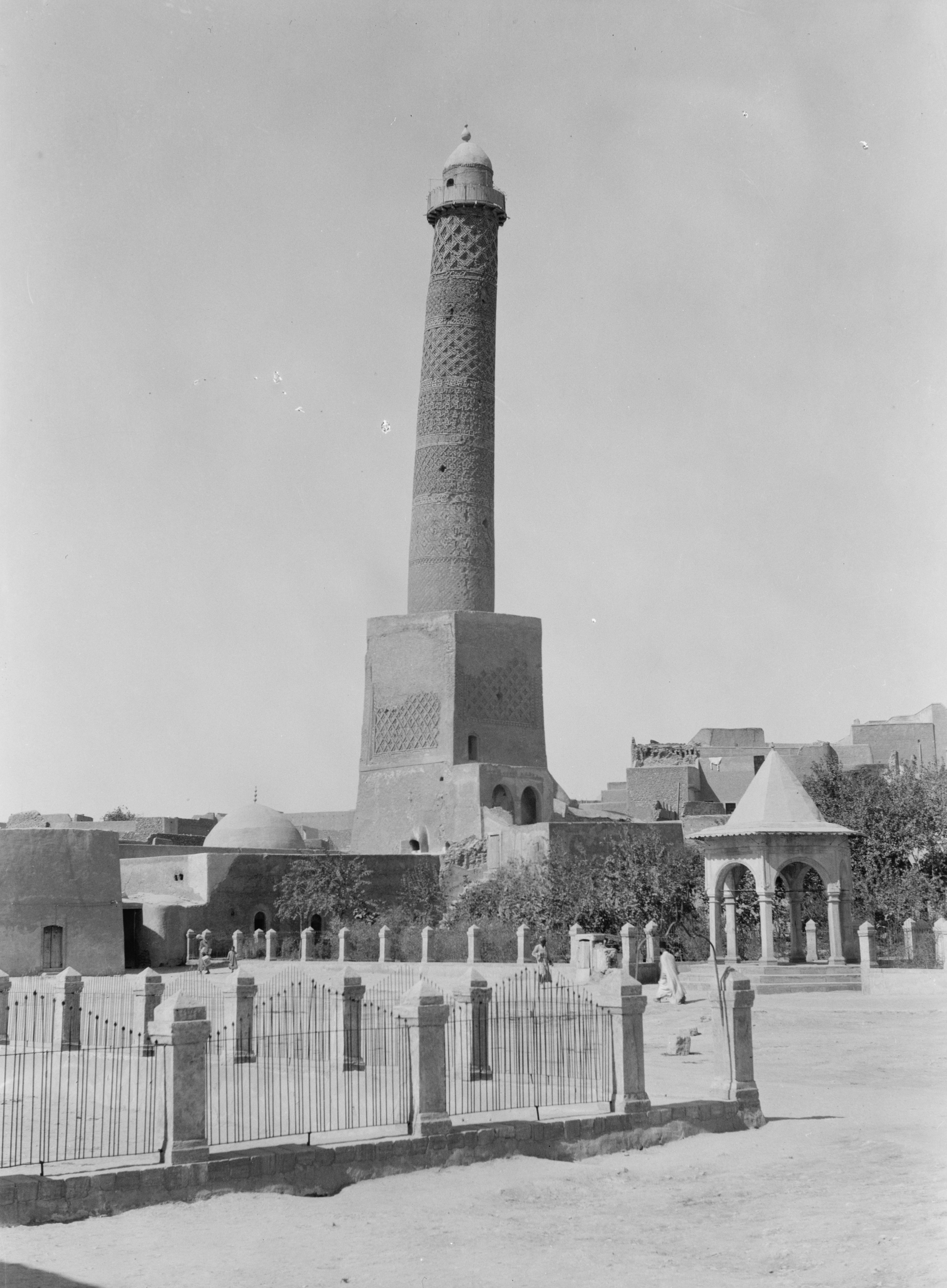
ハドバーゥ、1932年撮影

イブヌル・アシールはこの逸話をザンギー朝の高官であった父親から聞いており、細部の情報に至るまで確度は高いとされる。
イブン・ハッリカーンの『傑出した人物たちへの悼辞』「クトブッディーン・マウドゥード伝」には次のような記載がある。
| 「 | モスルの中心部には大きな廃墟があって、それに関しては再建しようとすると命を落とす、必ず失敗するなどという恐ろしい噂が広まっており、あえて再建してみようとする者はいなくなっていた。ムイーヌッディーン・ウマル・マッラーゥという高潔な振る舞いと質素な暮らしぶりでよく知られたシャイフ（長老）が、ヌールッディーンに、その廃墟を購入し、その建材を使ってモスクを建てることを勧めた。ヌールッディーンはこの聖堂のために多大な資金を費やした。また、モスル近辺に位置する不動産の一つを、モスクの維持のために使うワクフ財へと転換した。 | 」 |

## ミナレット

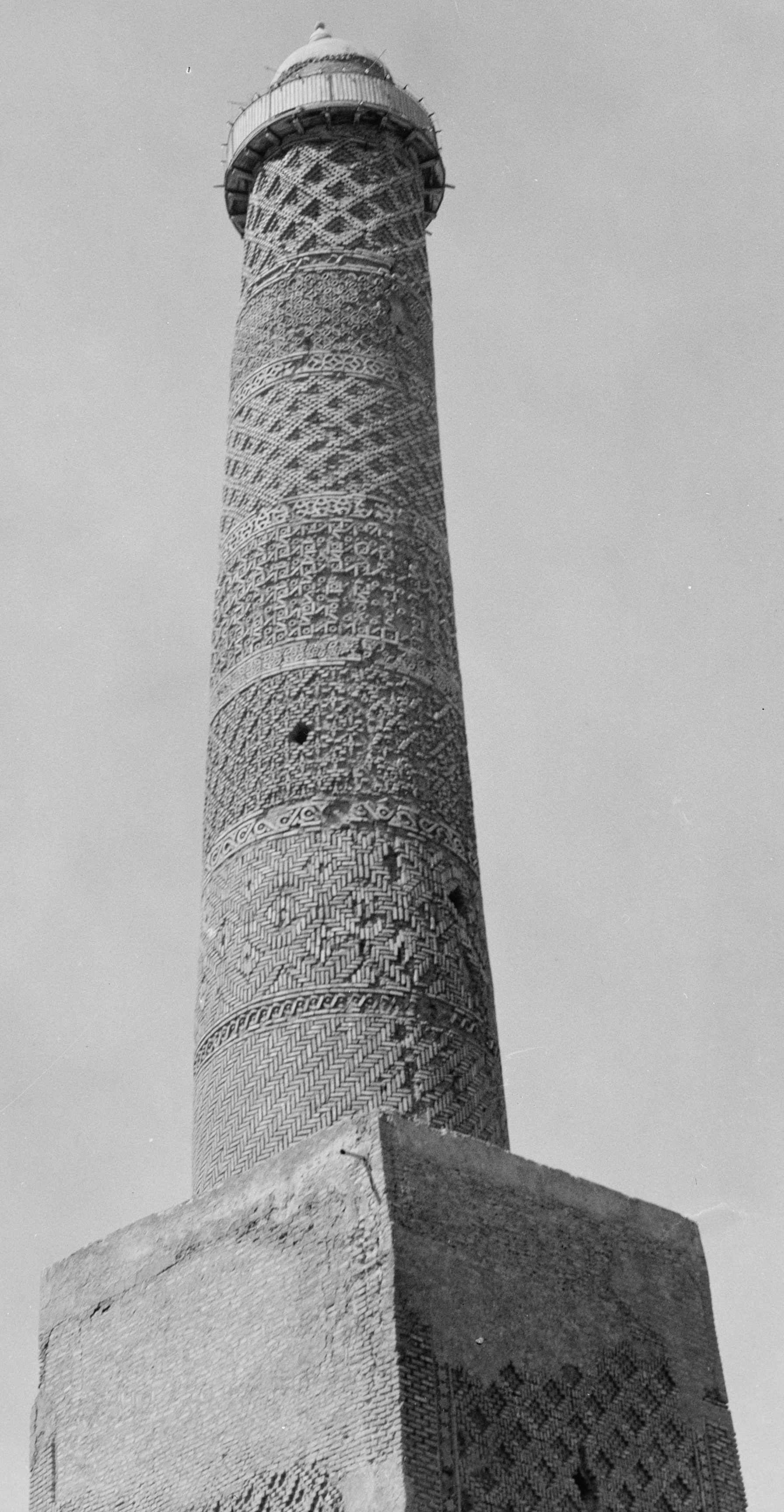
ハドバーゥ、1932年撮影

ヌーリー・モスクは、教育施設であるマドラサや、礼拝への呼びかけが行われるミナレットも付属する宗教複合である。モスクの敷地の北西隅に位置するミナレットは、45メートルの高さがある円筒形のシャフト部を有する。シャフト部には装飾レンガが外側に巻かれており、鉛直方向に7パターンの異なる幾何学模様が並ぶようにデザインされているため、外部から観察すると塔が7層を成すように見える。基部は東西南北に四面を向けた直方体で、15.5メートルの高さがある。基部はさらに地中8.8メートルのところまで埋まっている。基部の東面にアーチ状の入口があり、内部に進入できる。シャフト部の内部の螺旋階段を上がると、回廊とドームが設置された頂部に達する。ミナレットは1796年に雷に打たれて一度損傷しており、頂部の回廊とドームは1925年の修復時に設置されたものである。
モスク本体とは独立してモスクの敷地内に一本だけという設置態様、直方体の基部及び円筒形のシャフト部という設計、焼成したレンガによる幾何学的な装飾といったミナレット建築の設計思想（バンナーイー）は、11世紀前半のイランに始まり、中央アジアでも流行した思想である。マルディン、シンジャール、アルビールといった上部メソポタミアの街々にも見られる。なお、焼成レンガを用いて表現されたミニマルで幾何学的な模様や装飾は、ペルシア語でハザールバーフと呼ばれる。
ヌーリー・モスクのミナレットは傾いていることで有名であり、昔からアル＝ハドバーゥ（アラビア語: الحدباء, ラテン文字転写: al-hadbāʿ、「反り返り」「湾曲」「曲がった」などを意味する。以下では「ハドバー」と呼ぶ。）という愛称で呼ばれている。俗に「イラクの『ピサの斜塔』」とも呼ばれる。19世紀にモスルを訪れた旅行者グラッタン・ギアリー（? - 1900）は、その外観を次のように伝えている。
| 「 | ミナレットは地面から真っ直ぐに立ち上がっているが、頂部に至ると外側へ数フィート張り出すように傾斜している。頂部には回廊とドームがあり、ドームは再び真っ直ぐに建っている。ミナレットの姿勢はまるで人がお辞儀をしているかのようだ。 | 」 |

ハドバーの傾き・湾曲の原因については、中世以来議論が続けられており、神話的なものから科学的なものまで、種々の理由付けがなされてきた。時系列が少々おかしいが、地元のムスリムの伝承では、ハドバーは、クルアーンの第17章に語られるムハンマドの夜の旅の際、ブラークにまたがって夜空を疾駆するムハンマドに敬意を示して自ら傾き、そのまま戻らなくなったとされる。先述のギアリーが報告するところによると、19世紀当時のモスルに住むイスラーム教徒とキリスト教徒都の間では、当該ミナレットがお辞儀をしているように見えるという点で意見が一致しているものの、敬意の対象に関する意見が異なっていた。ミナレットのお辞儀について、ムスリムは預言者ムハンマドへの敬意を示していると主張するのに対し、キリスト教徒はモスルの近くにあるアルビールの町から北へ1マイル行ったところにある聖母マリア廟に敬意を示すため、ミナレットが自ら頭を垂れているのだと主張していた。
ギアリーの旅行記にあるように、ハドバーゥの基底からの立ち上がり部分は、鉛直方向に比較的真っ直ぐに立ち上がっている。途中で湾曲が始まる点で、地盤の不等沈下により傾いているピサの斜塔と根本的に異なる。湾曲に起因する頂部の中心軸からのズレは、20世紀末の時点で、2.5メートルに達していた（ピサの斜塔は4メートル）。ハドバーの湾曲の原因として中世から言われてきた比較的科学的な説としては、北西から吹く風が原因という説、隣接するレンガ間の接着に用いられている弱い石膏が原因という説などがある。地元モスルの大学でハドバーの保全を訴えていた研究者は、ハドバーを構成するレンガが昼間日光にさらされることで一時的に膨張し、夜間に収縮することが繰り返されて南東側が縮んだという説を支持していた。ハドバーの内側には石が積まれているが、外側の装飾レンガは土塊を焼成して造られており、20世紀末の時点では随所に亀裂が入っていた。

## 解体と再建、破壊

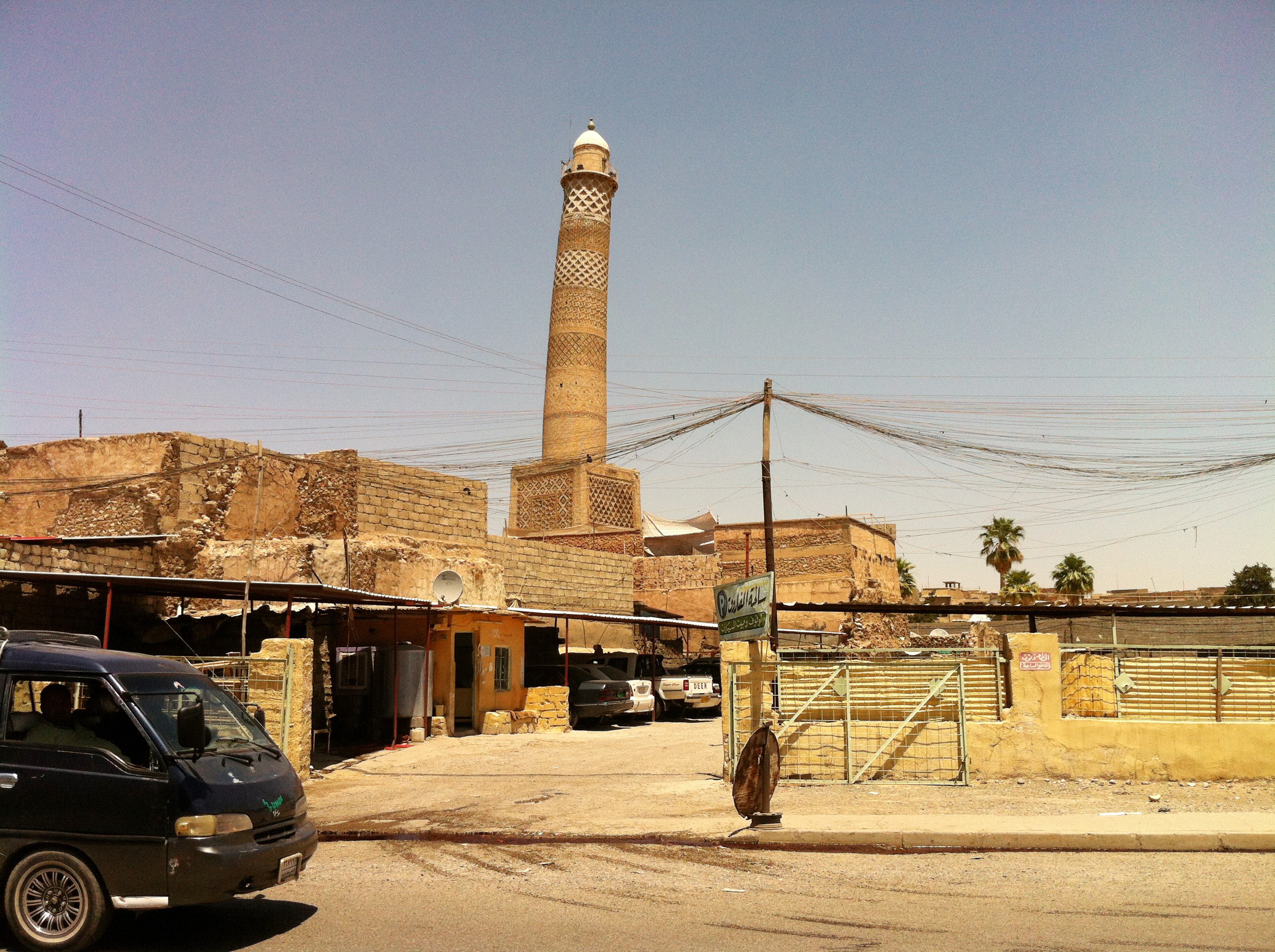
2013年にiPhone 4で撮影されたハドバーゥ

12世紀に建造されたヌーリー・モスクは、1942年に、当時のイラク政府の改築キャンペーンの一環で、モスク本体とマドラサが一度解体された。新たな建築プラン、新たな建材を用いて、マドラサの合体したモスクが建て直されたが、できたのは真四角で平凡なモスクであった。中世の建築のまま維持されたのは、ハドバーだけであった。イラクがイギリスの半植民地状態にあった時代、イラク国民に「サッダーム以上の悪政をしいた」と記憶されるヌーリー・サイードが首相や外相、国防省などを兼務し、権力の絶頂にあったときに、イラク考古学庁の旗振りにより実行に移されたこの改築を、コロラド州立大学のウェブサイトなどは「破壊（destroy）」と表現する。
1942年の「改修」により残されたものは、ミナレット（ハドバー）1本、2つのミフラーブ、大理石のレリーフの塊1つ、化粧漆喰による装飾いくつかのみであった。1947年の調査では、ハドバーに倒壊の危険があることが示された。1970年代からイタリア、ローマの企業にレストアが委託され、その工事が終わる前後に、イラン・イラク戦争が始まった。レストア直後の1981年、イランの空爆によりモスルの街の下水設備が破壊され、光のモスクの庭から雨水の排水がうまく行かなくなった。これによりハドバーは40.5センチメートルほどさらに南東方向に傾いた。地元のシェイフはハドバーに昇ることを戒めたが、子どもたちは度胸試しで昇った。
2014年の6月にISによりモスルが占領され、同年7月4日には、IS指導者のアブー・バクル・アル＝バグダーディーが同モスクの金曜礼拝に姿を現し、カリフ制の復活と、自らがカリフ（預言者ムハンマドの代理人）になることを宣言した。
2017年6月21日、イラク政府軍によるモスル奪還作戦が進行する中、ヌーリー・モスクのモスク本体及びミナレットが破壊された。モスクの破壊について、イラク政府軍はISが自ら爆破したと主張したが、これに対してIS系の通信社・アマーク通信は同日付の速報でモスクの破壊は米軍機によるミサイル攻撃によるものであると報道し、6月23日には破壊されたモスク内部の映像と、米軍機による攻撃の証拠とされるミサイルの残骸の画像を公開した。